# 筠子
筠子（1973年1月24日—2000年9月10日），原名武雅筠（有媒体认为是“吴雅筠”或“吴雅君”），河南郑州人，青年女歌手。2000年9月10日下午于自己寓所上吊自杀身亡。

## 简介
1992年至1994年就读于解放军艺术学院声乐系；1994年至1997年赴新加坡商业管理学校学习；1997年在广州做自费歌手，与音乐人小柯合作推出单曲《一起做吧》，连续两周获音乐台排行榜冠军；1997年音乐人高晓松为其订做首张个人专辑《春分·立秋·冬至》；1999年秋专辑录制完成；2000年年初，转签北京京文公司；2000年9月10日于自己寓所上吊自杀身亡。 

## 感情生活
筠子曾对记者说起自己和高晓松的感情：“我和高晓松确实互相欣赏以致喜欢过！我们很早就相识，当时我在歌坛还默默无闻，可从未有过利用女性特征‘打动’他这位已赫赫有名的音乐人以达到自己某种目的的念头。如果说我们之间的恋情以美好开始是顺其自然，那么遗憾的结束同样是顺其自然。”“世界上没有一个人是十全十美的，但可以在他的爱人心中是完美的。高晓松在我内心世界称不上完美，所以在权衡利弊后我觉得难以为他不顾一切。”“分手之后肯定有些痛苦，毕竟我们不是儿戏，毕竟一心一意在感情道路上走了一回。或许我和高晓松都太重名与利，我们害怕别人对制作人与歌手之间的这种关系说三道四，影响各自的事业进程。现在回想起来，从刚筹备我的专辑时起，我们的爱情色彩便已不自觉地开始褪色了。”在筠子生命里，正如筠子自己所言：“高晓松是我生命中很重要的一个男人，一个音乐人，一个挚友。”
筠子和高晓松分手后，与汪峰交往以治情伤。不过筠子的自杀却引来媒体和网友对高晓松的大张挞伐，高晓松不得不出面平息纷争：“筠子去世到现在，我整天就被这件事困扰着，手头的工作不得不全部停下。原来我打算保持沉默，但《长江日报》的一篇误报打破了我平静的生活。我不得不站出来说话。可能我对媒体的措辞比较激烈，导致筠子家人不理解，她母亲的一封信把我推到了罪无可恕的地步，媒体、网友对我的攻击也愈加激烈，甚至有网友把我的手机都登到了网上。尽管只有一天，可是我现在已经不敢带手机了。我丝毫不责怪筠子家人，他们的心情我特能理解。这里我想说的是我、包括我的妻子现在都深受伤害。和筠子的感情是在我婚前，我不想破坏目前的婚姻生活。对于此事的是是非非我不愿评论，尽可让大家自己判断，只希望媒体能够作公平、公正的报道。为什么大家都登筠子母亲的信，而不登我的公开信？这件事从头到尾我没有做错任何事，谈恋爱不是错，分手也很正常，帮她发展歌唱更没有错！但请大家给我一个辩解的机会！”

## 专辑
1. 春分 立秋 冬至（2000年）

- 《春分》词：高晓松 曲：朴树
- 《立秋》词曲：高晓松
- 《冬至》词曲：高晓松
- 《白衣天使》词：詹华 曲：峦树
- 《LOVE·变奏》词：李小龙 曲：泰国
- 《一起做吧》曲：小柯
- 《青春》词曲：汪峰
- 《玫瑰花蕾》词：高晓松 曲：小柯
- 《天涯相随》词曲：高晓松
- 《二分之一》词：沈庆 曲：泰国

## 荣誉
1997年，歌曲《一起做吧》荣获中国歌曲排行榜年度十大金曲。